# Finance comportementale
La finance comportementale (FC) est l'application de la psychologie à la finance. 
Les phénomènes constatés sont très proches de ceux concernant l'application de la psychologie à l'économie, autrement dit l'économie comportementale (EC), si bien que ces deux domaines peuvent être regroupés.

## Antériorité
Des progrès importants dans l'espérance de vie et son estimation ont lieu à partir du milieu du XVIIIe siècle, grâce aux travaux des mathématiciens tournés vers les statistiques et les probabilités, comme Daniel Bernoulli (1763), et son frère Nicolas Bernoulli,  précurseur des théories financières des Jeux et de l'aversion au risque via le Paradoxe de Saint-Pétersbourg, ou Leonhard Euler, qui a inventé au même moment le terme de  « démographie mathématique ».

## Approches actuelles
La finance comportementale recense les travers de comportement et leurs effets sur les marchés financiers, sous forme d’anomalies de prix ou de rendement.
La FC cherche à ce titre à détecter ces travers et anomalies de marché, et si possible les utiliser dans les stratégies de placement. 
Elle s'oppose en cela à la théorie classique basée sur l'hypothèse d'efficience du marché (HEM) d'Eugene Fama. Elle émet aussi des réserves sur une trop large utilisation en théorie économique de la notion classique de fonction d'utilité.
Toutefois, la finance et l’économie comportementales ne peuvent être confondues avec les analyses de la concurrence « impure et imparfaite », qui concerne les structures économiques et non les aspects psychologiques, mais visent à mettre l'accent sur le biais comportemental qui intervient dans toute décision financière et économique.

## Types de travers et anomalies en jeu
Les travers de comportement sont :
- cognitifs (biais cognitif), liés à la compréhension (cadrage…), à la mémoire (ancrage mental…), aux recettes mentales (dites « heuristiques ») ;
- émotionnels (peurs, envies, admirations, répulsions, fierté…) ;
- de purs automatismes (réflexes, habitudes) ;
- individuels ou collectifs (mimétismes de groupe ou de foule) ;
- des prophéties autoréalisatrices (un investisseur entend dire que le cours d'une action va augmenter : il achète et d'autres en font autant si bien que le cours augmente effectivement, la prophétie s'est réalisée).

Les anomalies de marché, portant sur les prix et rendements, sont diverses. Il est par exemple possible d'expliquer en partie le phénomène de tendance boursière, haussière ou baissière, par une suite de sous-réactions et sur-réactions collectives aux informations.
Ces tendances peuvent aboutir, par effet d'entraînement et d'exacerbation à des niveaux de prix extrêmes et disproportionnés par rapport aux fondamentaux économiques, ce qu'on appelle des bulles financières ou krachs.

## Environnement de recherche
Les études sur ces sujets viennent généralement de chercheurs américains, soit en finance soit en psychologie sociale. En particulier les lauréats du Prix de la Banque de Suède en sciences économiques en mémoire d'Alfred Nobel, Richard Thaler en 2017 et surtout Daniel Kahneman en 2002. 
Les recherches utilisant les méthodes de l'économie expérimentale, ainsi que le développement de la neuroéconomie / neurofinance, permettent de nouvelles avancées, encore qu'elles se centrent plus sur les comportements individuels ou en petits groupes que sur les phénomènes de masse.
La finance comportementale tend ainsi à se scinder en deux branches de recherche, utilisant des protocoles d'investigation et d'expérimentation très différents :
- l'une concernant la finance comportementale micro, liée aux travaux de psychologie sociale ;
- l'autre concernant la finance comportementale macro, utilisant les outils de l'analyse quantitative des marchés.

## Conséquences d'ordre politique
Certains penseurs, pour beaucoup des interventionnistes :
- soit tirent de l'existence de ces inefficiences l'idée que l'État devrait accentuer son rôle dans l'économie, en restreignant et en pénalisant certaines initiatives privées. Notamment quand les comportements économiques créent des externalités négatives ou quand ils sont jugés immoraux (spéculation, taux d'intérêt…) ;[réf. nécessaire]

- soit ramènent le raisonnement économique à des notions de lutte de pouvoir, "d'intoxication" et de désinformation, et considèrent cette approche comme une tentative pour sauver une théorie économique qu'ils considèrent moribonde (voir l'antimanuel d'économie de Bernard Maris).

Pour autant, certains aspects de politique comportementale (théorie des choix publics comportementale) relatifs aux travers cognitifs de l'appareil de l'État (bureaucratie, travers idéologiques), et aussi des électeurs dans un système représentatif, sont eux aussi constatables[réf. nécessaire]. Par conséquent, la finance comportementale ne paraît pas réellement apporter de nouveautés dans le débat qui porte sur la place à accorder aux marchés financiers dans l'économie, puisqu'elle ne semble favoriser ni le camp des interventionnistes, ni celui des libéraux.[Interprétation personnelle ?]